# Stephensonactis
Stephensonactis is een geslacht van zeeanemonen uit de klasse van de Anthozoa (bloemdieren).

## Soort
- Stephensonactis ornata Panikkar, 1936